# Vasdavidius setiferus
Vasdavidius setiferus es un hemíptero de la familia Aleyrodidae, subfamilia: Aleyrodinae.
Fue descrita científicamente vez por Quaintance & Baker en 1917.